# Ramesh Weeratunga
Ramesh Buddhapriya Weeratunga (* 30. November 1951 in Colombo; † 18. Juni 2017) war ein sri-lankischer Sänger und Songwriter, Musikproduzent, -komponist und Sounddesigner.
Der Sohn der bekannten Sängerin Kokiladevi Weeratunga und des Anwalts George Weeratunga wanderte im Alter von 20 Jahren nach Berlin aus, wo er jahrelang als Sänger auftrat. Er mischte seinen indischen Stil mit westlichen Elementen aus Jazz und später aus dem Pop-Genre. Später gründete er die Band Feel Wheel, mit der er das Album The Beauty of our Madness aufnahm, das er zusammen mit Udo Arndt produzierte. Einige von Weeratungas Liedern wurden später von Stars wie Sally Oldfield, Justin Hayward, Veronika Fischer und Ulla Meinecke gecovert.
1990 nahm Weeratunga sein erstes Soloalbum namens Open Wide (Polydor) auf. Im Jahre 1993 begann er eine Zusammenarbeit mit dem New Yorker Schlagzeuger Kenny Martin unter dem Namen Electric Rama, unter dem beide das Album Go Deeper (Traumton Records, 1996) veröffentlichten. Sein nächstes Projekt The Visitor (Laika) zusammen mit Sangeeta Bandyopadhyay und Mr Hempala Perara erreichte die Top 20 der World Charts. Seine letzte Veröffentlichung ist das Album Two People (Bluebird Café Berlin Records, 2015).
Ab Ende der 1990er Jahre war er als Sounddesigner und Produzent für Radio Multikulti in Berlin tätig.